# Кустарниковый ворон
Кустарниковый ворон (лат. Zavattariornis stresemanni) — вид птиц из семейства врановых, единственный представитель рода Zavattariornis. Эндемик Эфиопии. Не мигрируют. Обычно встречаются в группах по шесть птиц. Питаются преимущественно насекомыми. Сезон размножения стартует в марте, когда птицы начинают строить гнёзда на акациях. В кладке обычно бывает 5-6 яиц.

## Описание
Длина 28 см, вес 130 г.